# Lenguas iranias orientales

Una distribución geográfica relativamente detallada y completa de los idiomas iraníes/iraníes basada en datos de fuentes de calidad

Los idiomas iranios orientales son un subgrupo de lenguas iranias que emergieron en tiempos iranios medios (desde alrededor del siglo IV a. C.). El idioma avéstico es a menudo clasificado como iranio oriental temprano, pero esto no es seguro. En los idiomas iranios orientales se distingue una rama meridional y otra septentrional, pero a pesar de ello, el iranio oriental permaneció un continuo dialecto único sujeto a innovación común. 
Como opuesto a los dialectos iranios occidentales medios, el iranio oriental medio conserva sílabas final de palabra. El iranio oriental se cree que se separó del iranio occidental en el curso de finales del II milenio a. C., y estaba posiblemente ubicado en la cultura de Yaz.
El idioma iranio oriental superviviente más amplio es el pastún con unos 40 millones de hablantes, un idioma mayoritario en Afganistán y Pakistán occidental.

## Nororiental
El grupo nororiental sólo tiene dos lenguas vivas en dos regiones ampliamente separadas, el idioma yagnobi de Tayikistán (que desciende del sogdiano) y el idioma osético del Cáucaso (desciende del escito-sármata). Estos son restos de un vasto continuo etno-lingüístico que ocupaba las estepas de Asia Central en el I milenio a. C. El idioma avéstico en sí, la afirmación más antigua de la rama irania, es un miembro del grupo. Con la presencia griega en el Asia Central, algunos de estos lenguajes más orientales están documentados en su etapa iranio medio (de ahí la clasificación "oriental"), mientras que no ha sobrevivido prueba documental del continuo escito--sármata que iba desde Kazajistán al oeste a través de la estepa póntica hasta Ucrania.
- Avéstico, c. 1300 - s. VII AEC (clasificación insegura)
- Bactrio, c. siglo IV AEC  - siglo IX EC.
- Kushan, hacia siglo ¿V AEC? - siglo IV EC.
- Corasmio, hacia el siglo IV a. C.- siglo XIII
- Sogdiano, desde alrededor del siglo IV a. C.
  - Yagnobi (descendiente actual del sogdiano).
- Escito-sármata
  - Oriental (Escita-jotanés)
    - Jotanés, ss. V-X.
    - Tumsuqués (anteriormente maralbashi), siglo VII

  - Occidental (Escito-sármata), desde alrededor del VII a. C.
    - Alánico
    - Osetio (dialectos: irón, digorés, yásico)

## Suroriental
El grupo suroriental incluye alrededor de 11 (así lo estima SIL) idiomas y dialectos hablados por muchas personas en el Asia Sur-Central. Cada subfamilia en esta lista contiene subgrupos e idiomas individuales.
- Lenguas del Pamir
  - Grupo sugní
    - Sugní
    - rosaní - jufí
    - Bartanguí - orosorí - saricolí

  - Yazgulamí
  - Munyí y yidgá
  - Sanglechí e iscasimí
  - wají (con influencia saka)

- Pastún (incluyendo wazirí)
  - Pastún septentrional
  - Pastún meridional
  - Wanetsi

## Comparación léxica
Los numerales comparados en diversas lenguas iranias orientales son:
| GLOSA | Septentrionales | Septentrionales | Meridionales      | Meridionales      | Meridionales      | Meridionales      | Meridionales      | Meridionales      | Meridionales      | Meridionales | Meridionales | Avesta    | PROTO- INDOIRANIO ORIENTAL | PROTO- INDOIRANIO |
| GLOSA | Septentrionales | Septentrionales | Lenguas del Pamir | Lenguas del Pamir | Lenguas del Pamir | Lenguas del Pamir | Lenguas del Pamir | Lenguas del Pamir | Lenguas del Pamir | Pashto       | Pashto       | Avesta    | PROTO- INDOIRANIO ORIENTAL | PROTO- INDOIRANIO |
| GLOSA | Osetio          | Yaġnōbī         | Ishkashmi         | Munji             | Sarikoli          | Shughni           | Wakhi             | Yazgulami         | Yidgha            | Central      | Meridional   | Avesta    | PROTO- INDOIRANIO ORIENTAL | PROTO- INDOIRANIO |
| ----- | --------------- | --------------- | ----------------- | ----------------- | ----------------- | ----------------- | ----------------- | ----------------- | ----------------- | ------------ | ------------ | --------- | -------------------------- | ----------------- |
| '1'   | yew             | i               | ok                | yu                | ʔiw               | yīw               | yi(w)             | wuːg              | yu                | yaw          | yäw          | aēuua     | *aiwa                      | *aiwah            |
| '2'   | duwɐ            | du              | də(w)             | lə                | ðɔu               | ðʊyøn             | bu(i)             | ðow               | loʰ               | dwa          | dwa          | duua      | *ðwa                       | *dwā              |
| '3'   | ɐrtɐ            | tiɾai           | ro(i)             | çrai              | arɔii             | arai              | tru(i)            | ʦuːy              | ʃɪroi             | dre          | dreː         | θri tišr- | *θrai-                     | *θráyah           |
| '4'   | ʦupːar          | tᵊfoɾ           | ʦə'fur            | ʧfiɾ              | ʦavur             | ʦavoːr            | ʦɯbɯr             | ʧer               | ʧir               | ʦaˈlor       | ʦaloːr       | caθβar    | *caθwār                    | čaθwā́rah          |
| '5'   | fonʣ            | panʧ            | ponz              | pɔnʤ              | pinz              | piːnʣ             | panʣ              | penʤ              | panʧ              | pinˈʣə       | pinza        | paṇca     | *panca                     | *pánča            |
| '6'   | ɐxsɐz           | uxʃ             | χol               | ɔxʂə              | χeil              | xoːʝ              | ʃað               | çuw               | uxʃo              | ʃpaʐ         | ʃpag         | xšuuas    | *xšwaz                     | *xšwáš            |
| '7'   | avd             | avd             | uvd               | ɔvdə              | ɯvd               | wuːvd             | ɯb                | uvd               | ʌfdo              | oˈwə         | wa           | hapta     | *havða                     | *haptá            |
| '8'   | ast             | aʃt             | ɔt                | ɔʃcʲə             | wɔxt              | waçt              | at                | uçd               | oʃʧo              | aˈtə         | ata          | ašta      | *ašta                      | *Haštā́            |
| '9'   | farast          | naw             | naw               | naw               | niɛw              | nɔw               | naw               | nuw               | no                | nəh          | ana          | nawa      | *nawa                      | *náwa             |
| '10'  | dɐs             | daʃ             | da                | da                | ðɛs               | ðis               | ðas               | ðuːs              | los               | las          | laːs         | dasa      | *ðasa                      | *dáća             |